# Kamienica Barszczowska w Krakowie
Kamienica Barszczowska (znana także jako Kamienica Słowakowiczowska) – zabytkowa kamienica znajdująca się w Krakowie, w dzielnicy I przy ulicy Floriańskiej 10, na Starym Mieście.

## Historia
Kamienica została wzniesiona w XIV wieku. W połowie XVI wieku była własnością Aichlerów, następnie Firlejów, a na przełomie XVI i XVII wieku Hedłowskich. W latach 1628–1630 należała do Sebastiana Cyrusa, a od 1636 do Wawrzyńca Barszcza. Według rewizji urzędowej, w 1664 była już dwupiętrowa oraz miała dwupiętrową oficynę tylną. U schyłku XVII wieku była własnością rodziny Słowakowiczów. W 1738 została zakupiona przez murarza Wojciecha Szczepańskiego, który w 1742 odstąpił ją swojemu zięciowi Marcinowi Sienkowskiemu. W latach 1762–1773 kamienica była własnością krawca Marcina Belicy, a w latach 1773–1817 rodziny Sośnickich. W 1820 na zlecenie Dominika Lipnickiego przeprowadzono remont budynku, podczas którego odnowiono fasadę, wstawiono nowe futryny okien oraz zlikwidowano jedno z okien tylnej elewacji. W połowie XIX wieku kamienica należała do Karola Hofmanna, a następnie do Bernarda Kritzlera. W 1874 nadbudowano trzecie piętro. W 1887 przebudowano schody budynku frontowego, nakryto oficynę nowym dachem, a podworzec otoczono gankami. W 1932 kamienica została przebudowana według projektu Józefa Chmielewskiego.
15 czerwca 1967 kamienica została wpisana do rejestru zabytków. Znajduje się także w gminnej ewidencji zabytków.

## Architektura
Kamienica ma cztery kondygnacje. Fasada jest dwuosiowa, o skromnej dekoracji. Wejście do kamienicy znajduje się w drugiej osi parteru i jest pozbawione portalu. Przed 1874 znajdował się w tym miejscu kamienny portal o półkolistym zwieńczeniu. W centralnej części parteru znajduje się prostokątny portal, pełniący funkcję głównego wejścia w latach 1874–1932, a obecnie prowadzący do lokalu usługowego. Okna, poza prostymi obramieniami, pozbawione są zdobień. Pomiędzy oknami pierwszego piętra znajduje się figura św. Józefa z Dzieciątkiem. Budynek wieńczy prosta attyka.